# 바시슈타
바시슈타(산스크리트어: वसिष्ठ, IAST: Vasiṣṭha)는 가장 오래되고 존경받는 베다의 리시 또는 현자 중 한 명이며, 사프타리시 (일곱 위대한 리시) 중 한 명이다. 바시슈타는 리그베다의 만달라 7의 주요 저자로 알려져 있다. 바시슈타와 그의 가족은 리그베다 10.167.4절에 언급되어 있으며, 다른 리그베다 만다라와 많은 베다 문헌에도 언급된다. 그의 사상은 영향력이 있었으며, 그는 샹카라에 의해 베단타 철학의 첫 번째 현자로 불렸다.
요가 바시슈타, 바시슈타 삼히타, 그리고 일부 아그니 푸라나 및 비슈누 푸라나의 일부 버전은 그에게 귀속된다. 그는 신성한 암소 카마데누와 그 자식인 난디니를 소유하여 주인에게 무엇이든 줄 수 있었다는 등 많은 이야기의 대상이다. 그는 현자 비슈바미트라와의 전설적인 갈등으로 힌두 이야기에서 유명하다. 라마야나에서는 라구 왕조의 왕실 사제였으며 라마와 그의 형제들의 스승이었다.

## 어원
바시슈타는 Vasiṣṭha로도 표기되며 산스크리트어로 "가장 뛰어난", "최고의" 또는 "가장 부유한"을 의미한다. 모니에르-윌리엄스에 따르면, 때로는 바시슈타 또는 바시슈트 (vaśiṣṭha, वशिष्ठ)로도 표기된다고 한다.

## 역사
역사적으로 바시슈타는 리그베다의 시인이자 바라타족의 족장 수다스 파이자바나의 푸로히타였다. 리그베다 찬가 7.33.9에서는 바시슈타가 사라스바티강을 건너 자신의 학교를 세운 학자로 묘사되어 있다. 어느 시점에 그는 비슈바미트라 가티나를 대신해 수다스의 푸로히타가 되었다. 후대의 힌두 문헌에서는 비슈바미트라와 바시슈타가 오랜 불화를 겪었으며, 학자들은 역사적으로 그들이 바라타 푸로히타의 직위를 놓고 불화를 겪었다고 주장한다. 그러나 이러한 견해는 내부 증거 부족과 후대의 견해를 리그베다에 투영했다는 비판을 받고 있다. 수다스와 바시슈타 아래에서 트리츠-바라타족은 십왕 전투에서 승리했다. 수다스는 라비강의 (자연적인) 제방을 전략적으로 파괴하여 대부분의 적을 익사시키는 방식으로 푸루족이 이끄는 연합에 결정적인 승리를 거두었다. 이 승리는 바시슈타의 시가 확보한 바라타족의 수호신 인드라의 자비와 전략 덕분으로 여겨진다.
그는 아룬다티와 결혼했으며, 그래서 아룬다티의 남편을 뜻하는 아룬다티 나타라고도 불렸다. 이후 이 지역은 인도 전통에서 마하바라타의 다섯 형제인 판다바와 함께 현자 브야사의 거처로 여겨진다. 그는 고대 및 중세 힌두 문헌에서 일반적으로 길고 흐르는 머리를 오른쪽으로 땋은 상투로 깔끔하게 묶고, 턱수염, 콧수염, 이마에 틸락을 한 현자로 묘사된다.

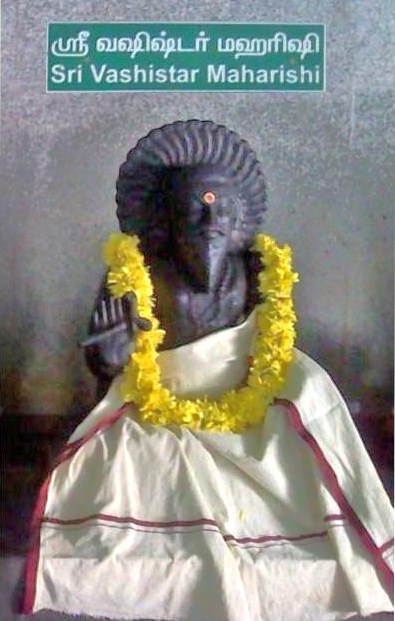
화강암 석상의 바시슈타 조각상.

디가 니카야의 테비자 숫타와 같은 불교 팔리 정경 문헌에서는 붓다와 당시의 베다 학자들 사이의 논의를 묘사한다. 붓다는 열 명의 리시를 언급하며 그들을 "초기 현자"이자 그의 시대에 수집되고 낭송된 고대 시구의 창작자라고 부르는데, 그 열 명의 리시 중에는 바세타(산스크리트어 바시슈타의 팔리어 표기)가 있다.

### 사상
바시슈타는 리그베다의 일곱 번째 책의 저자이며, 힌두교 베다 경전에서 "가족 서적" 중 하나이자 가장 오래된 찬가층에 속한다. 바시슈타가 작곡한 찬가는 아그니, 인드라 및 기타 신들에게 바쳐지지만, 아나이 쿠마르 굽타가 편집한 책에서 RN 단데카르에 따르면, 이 찬가는 특히 네 개의 인드라바루나우 찬가에서 중요한 의미를 갖는다. 이 찬가들은 "모든 편견에 대한 생각을 초월"하는 내재된 메시지를 가지고 있으며, 각자의 논쟁적인 사상을 버리고 양쪽에서 상호 보완적인 영적 핵심을 찾아 두 경쟁적인 종교 사상 간의 현실적인 "조화와 화합"의 접근 방식을 제안한다. 이 찬가들은 두 신, 인드라와 바루나를 동등하게 위대하다고 선언한다. 다른 찬가, 특히 리그베다 7.83.9절에서 바시슈타는 베다 신 인드라와 바루나가 상호 보완적이며 동등하게 중요하다고 가르치는데, 그 이유는 한 신은 전투에서 적을 물리침으로써 악을 물리치고, 다른 신은 사회-윤리적 법을 통해 평화로운 시기에 선을 유지하기 때문이다. 바시슈타의 리그베다의 일곱 번째 만다라는 은유적인 논문이다. 바시슈타는 힌두 문헌의 역사를 통해 갈등하거나 대립하는 이데올로기 간의 화해를 탐구하는 인물로 재등장한다.
종교학 교수인 엘리슨 파인들리에 따르면, 리그베다에 나오는 바시슈타의 찬가들은 여러 면에서 가장 흥미롭고 영향력이 크다. 바시슈타는 진실성, 헌신, 낙관주의, 가족 생활, 사회 다른 구성원들과의 부의 공유 등 다른 문화적 가치들 중에서 목적만큼이나 수단이 중요함을 강조한다.

## 귀속된 텍스트
탁월함
의(義)를 행하라, 불의(不義)를 행하지 말라.

진실을 말하라, 거짓을 말하지 말라.

멀리 있는 것을 보라, 가까이 있는 것을 보지 말라.

가장 높은 것을 보라, 가장 낮은 것을 보지 말라.
바시슈타는 힌두 전통에서 존경받는 현자이며, 다른 존경받는 현자들과 마찬가지로 고대와 중세 시대에 작성된 수많은 논문들이 그의 이름을 따서 존경스럽게 명명되었다. 그의 이름을 따거나 그에게 귀속된 논문 중 일부는 다음과 같다.
- 바시슈타 삼히타는 중세 시대의 요가 경전이다.[34] 같은 제목의 아가마도 있다.
- 바시슈타 다르마수트라는 고대 경전이자 현대까지 전해지는 몇 안 되는 다르마 관련 논문 중 하나이다. 이 다르마수트라(기원전 300~100년)는 독립적인 경전을 형성하며, 칼파수트라의 다른 부분, 즉 슈라우타수트라와 그리햐수트라는 소실되었다.[35] 여기에는 1,038개의 수트라가 포함되어 있다.[36]
- 요가 바시슈타는 베단타와 요가 철학을 제시하는 중세 시대의 종합적인 경전이다. 이 책은 바시슈타와 라마야나의 라마 왕자 사이의 대화 형식으로 쓰여 있다. 이 책은 삶의 본질, 인간의 고통, 삶의 본질로서의 선택, 자유 의지, 인간의 창조력, 영적 해탈에 대해 다룬다.[37][38] 요가 바시슈타의 가르침은 이야기와 우화로 구성되어 있으며,[39] 아드바이타 베단타와 유사한 철학적 토대를 가지고 있다.[40][41][42] 이 경전은 요가에 대한 논의로도 유명하다.[43][44] 요가와 인도 종교를 전문으로 하는 인도학 교수 크리스토퍼 채플에 따르면, 요가 바시슈타 철학은 "인간의 노력을 통해 자기 개선이 가능하며, 신들이 부과하는 외부 운명과 같은 것은 없다"고 요약될 수 있다.[45]
- 아그니 푸라나는 바시슈타에게 귀속된다.[12]
- 비슈누 푸라나는 리시 풀라트샤와 함께 바시슈타에게 귀속된다. 그는 또한 많은 베다 찬가에 기여했으며, 드와파라 유가 동안 베다를 정리한 것으로 여겨진다.

## 전설

### 탄생

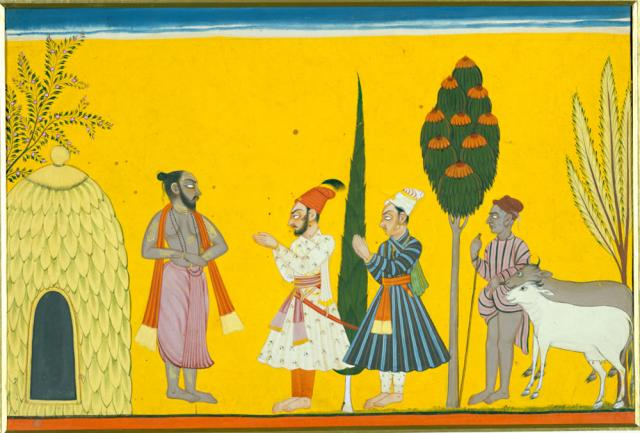
비슈바미트라 왕이 바시슈타(왼쪽)를 방문한다

리그베다의 만다라 7에 따르면, 미트라-바루나 신과 압사라 우르바시가 그의 부모로 언급된다. 이 이야기에서 미트라와 바루나는 야즈나 (불 제사)를 지내던 중 우르바시를 보고 성적으로 흥분한다. 그들은 단지에 정액을 사정하고, 며칠 후 그곳에서 바시슈타가 태어난다.
바시슈타의 탄생 이야기는 후대의 많은 힌두 경전에서 다시 이야기된다. 푸라나는 그가 세 번 태어났다고 말한다. 첫 번째 탄생에서는 브라흐마 신이 창조한 마나스푸트라 (마음으로 태어난 아들)이다. 닥샤 야즈나의 파괴 후, 바시슈타는 죽임을 당하지만 브라흐마에 의해 다시 창조된다. 바시슈타는 니미 왕의 왕실 구루가 되었다. 그러나 니미는 야즈나에 바시슈타를 초대하는 것을 잊었고, 바시슈타는 분노하여 니미에게 곧 죽을 것이라고 저주했다. 니미는 같은 저주를 내림으로써 응수했다. 겁에 질린 바시슈타는 아버지 브라흐마에게 달려갔다. 브라흐마는 그에게 바루나와 미트라에게서 다시 나타나라고 제안했다. 우르바시가 바루나와 미트라에게 목격되었을 때, 바시슈타는 그들로부터 다시 나타났다.
아그라왈에 따르면, 한 이야기는 바시슈타가 사라스바티강에 몸을 던져 자살하려고 했다고 한다. 그러나 강은 수백 개의 얕은 수로로 갈라져 이러한 신성 모독을 막았다. 아그라왈은 이 이야기가 "초기 인류가 사틀루즈 강의 분리 과정을 관찰했을" 때 아주 오래된 뿌리를 가지고 있을 수 있으며, 이러한 이야기는 고대 강(라자스탄)이 마르고 수틀레지 같은 지류가 인더스강으로 다시 흘러들어 합류하는 것을 주민들이 관찰하지 않고는 만들어질 수 없었을 것이라고 말한다.

### 비슈바미트라와의 경쟁

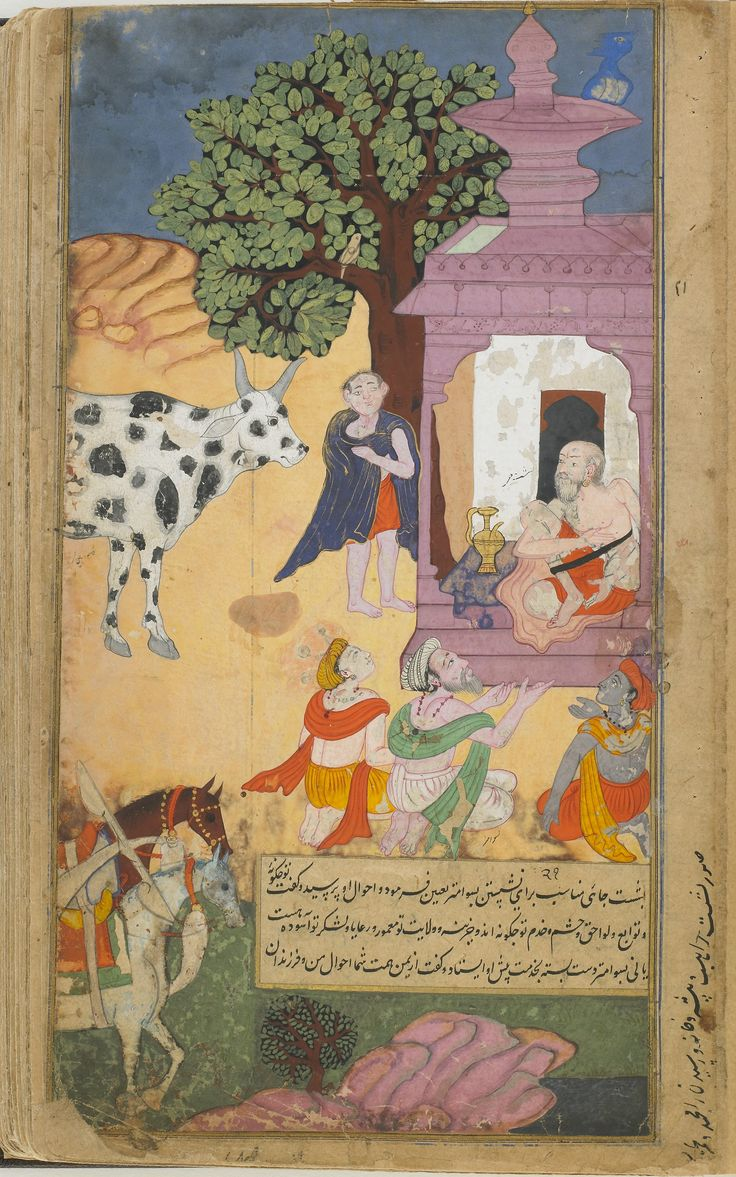
바시슈타가 샤발라, 풍요의 암소를 불러 잔치를 준비한다

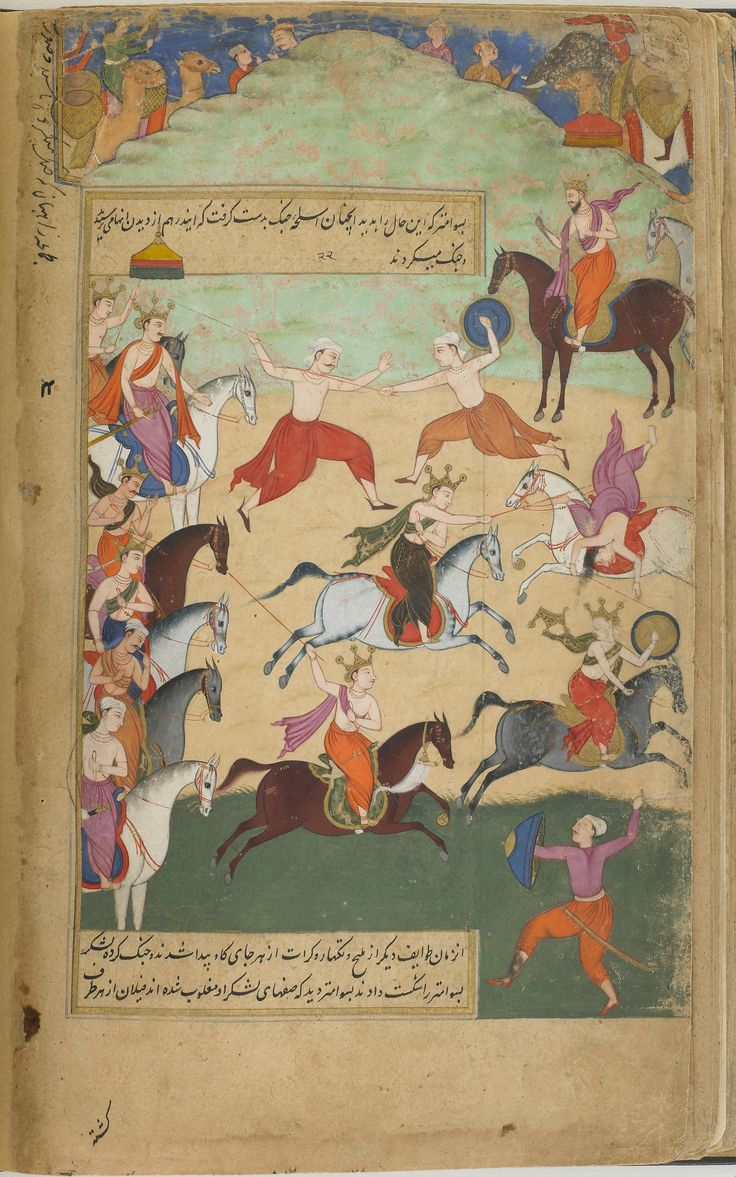
비슈바미트라의 군대와 바시슈타의 의지로 일으킨 군대가 샤발라 소유를 위해 싸운다

바시슈타는 비슈바미트라와의 불화로 유명하다. 비슈바미트라 왕은 바시슈타가 소유한 신성한 암소 난디니(카마데누)를 탐냈는데, 이 암소는 물질적인 소망을 이루어줄 수 있었다. 바시슈타는 비슈바미트라의 군대와 아들들을 파괴했다. 비슈바미트라는 시바에게서 무기를 얻어 바시슈타의 은둔처와 아들들을 불태웠지만, 바시슈타는 비슈바미트라의 모든 무기를 무력화시켰다. 리그베다의 만다라 7에는 십왕 전투에 대한 언급도 있다. 이 전투는 바라타족의 수다스 왕이 비슈바미트라 대신 바시슈타를 자신의 수석 사제로 임명하면서 벌어졌다. 그러나 나중에 비슈바미트라는 수천 년 동안 혹독한 고행을 겪고 브라흐마리시가 되었다. 그는 결국 바시슈타와 화해했다.

### 제자들

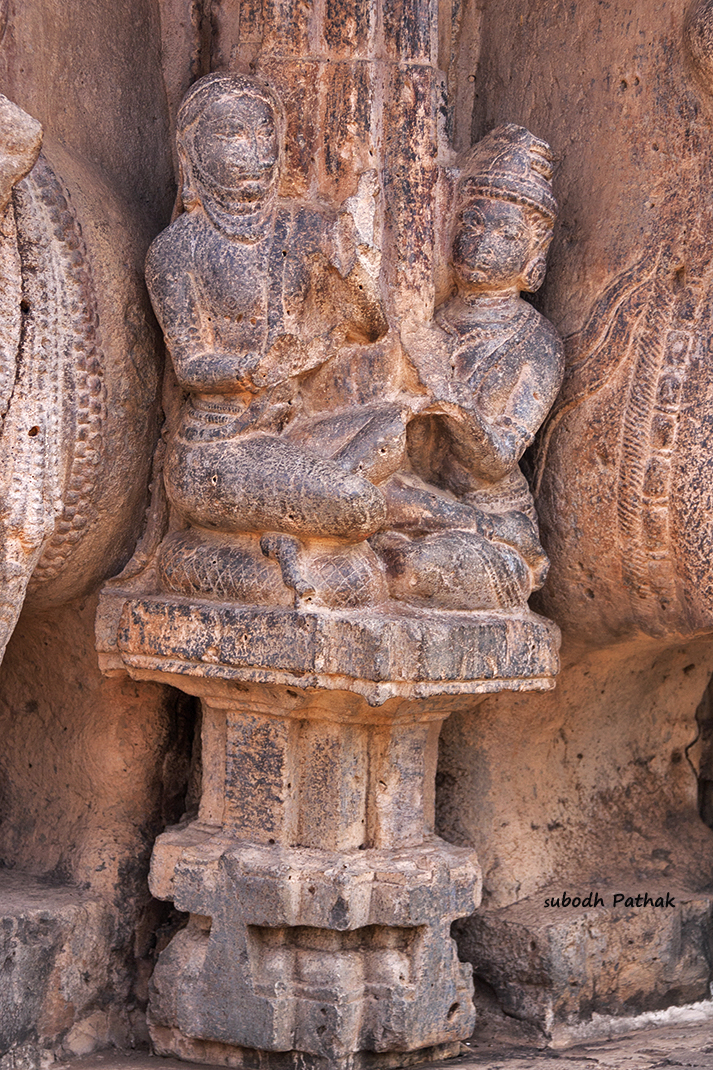
바시슈타가 라마를 가르친다

바시슈타는 이크슈바쿠 왕족의 사제이자 스승으로 알려져 있다. 그는 또한 크샤트리야의 조상이자 이크슈바쿠의 아버지인 마누의 스승이기도 했다. 나후샤, 란티데바, 라마, 비슈마와 같은 다른 인물들도 그의 제자였다. 바라타 왕 삼바르타가 판찰라스에게 왕국을 잃었을 때, 그는 바시슈타의 제자가 되었다. 바시슈타의 지도를 받아 삼바르타는 왕국을 되찾고 세상의 통치자가 되었다.

## 바시슈타의 머리
바시슈타의 모습에 맞춰 제작된 것으로 묘사된 인간 머리의 구리 주물이 1958년 델리에서 발견되었다. 이 작품은 세 서양 대학(ETH 취리히, 스탠포드, UC)에서 탄소-14 연대 측정, 분광 분석, 엑스선 분산 분석, 금속학 등 다양한 방법을 사용하여 기원전 3700년경에서 ± 800년으로 측정되었다. 이 작품은 "바시슈타의 머리"라고 불리는데, 주물의 특징, 헤어스타일, 틸락 및 기타 특징이 힌두 문헌에 묘사된 바시슈타의 모습과 유사하기 때문이다.
"바시슈타의 머리"의 중요성은 불분명하다. 발굴 현장이 아니라 재용융될 예정이던 델리 시장에서 발견되었기 때문이다. 더욱이, 머리에는 "나라야나"라는 비문이 새겨져 있어 해당 유물이 훨씬 후대에 제작되었음을 시사한다. 에드윈 브라이언트(Edwin Bryant)에 따르면, 이 유물은 기원전 2800년 이전의 고대 구리 유물을 재주조하여 제작되었을 가능성이 높으며, 이로 인해 관찰된 탄소-14 연대 측정 결과에 상당한 물질의 흔적이 남았을 수 있다고 한다.

## 바시슈타 사원

바시슈타 마을의 바시슈타 사원, 히마찰프라데시주

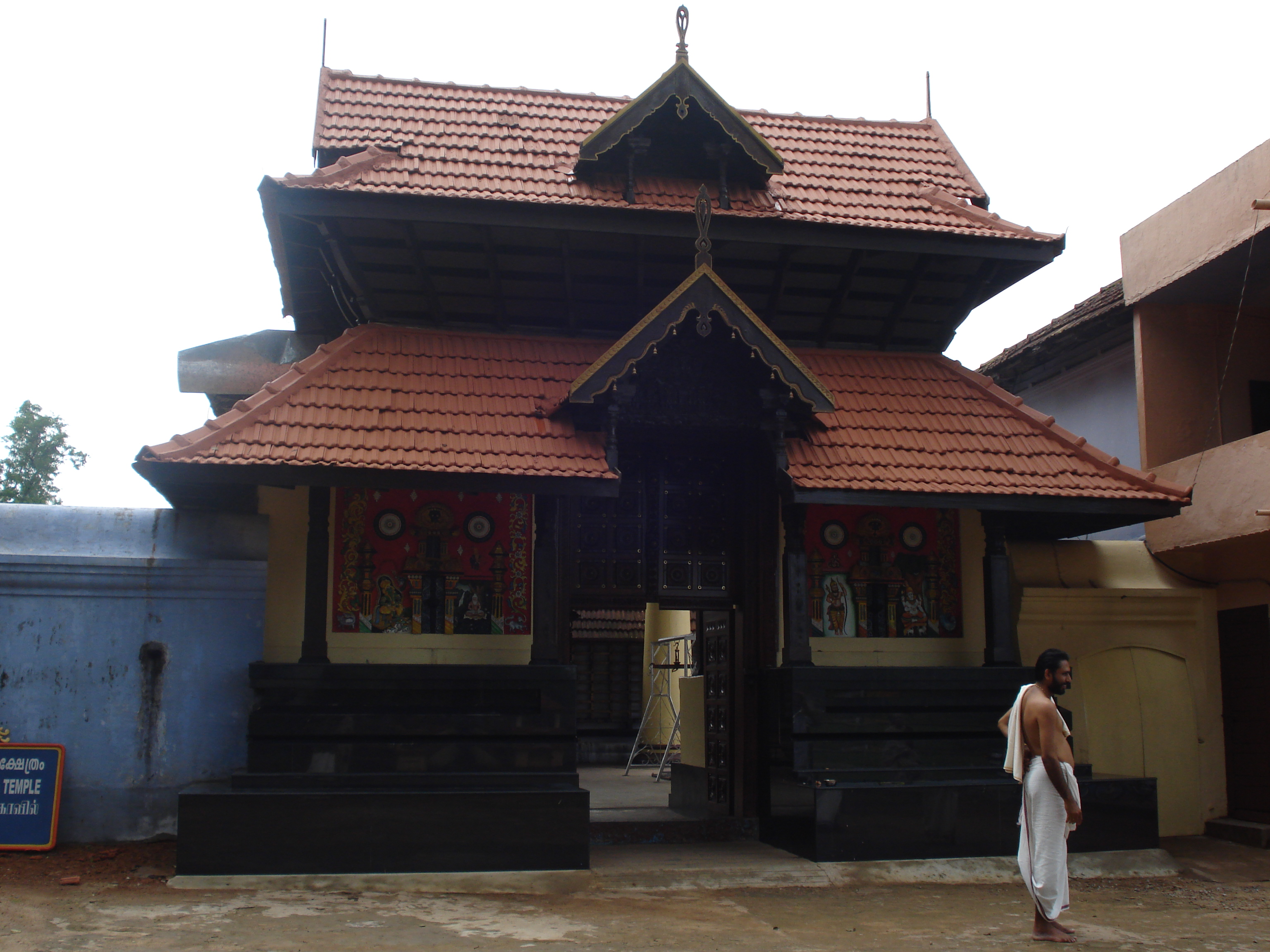
케랄라 주 아라투푸자의 바시슈타 사원

인도 구와하티에는 바시슈타에게 헌정된 아슈람이 있다. 이 아슈람은 아삼주-메갈라야주 경계 근처에 위치하며, 구와하티 시 남쪽에 있어 구와하티의 주요 관광 명소이다. 바시슈타의 사원은 히마찰프라데시주의 바시슈타 마을에 있다. 리시케시에서 18km 떨어진 시브푸리 갠지스강 유역의 바시슈타 동굴은 지역적으로 그의 겨울 거처로 여겨지며, 시바 사원이 있고 근처에는 아룬다티 동굴도 있다.
구루 바시슈타는 케랄라주 트리수르 지구 아라투푸자 마을에 위치한 아라투푸자 스리 다르마사스타로 알려진 아라투푸자 사원의 주신이기도 하다. 유명한 아라투푸자 푸람은 매년 트리프라야르 사원에서 스리 라마가 그의 구루에게 경의를 표하기 위해 아라투푸자 사원으로 오는 축제이다.

## 같이 보기
- 아가스티아
- 아루니
- 아트리
- 카샤파
- 인도 철학자 목록

### 설명주
1. ↑  카샤파는 리그베다 9.114.2에, 아트리는 리그베다 5.78.4에, 바라드바자는 리그베다 6.25.9에, 비슈바미트라는 리그베다 10.167.4에, 가우타마는 리그베다 1.78.1에, 자마다그니는 리그베다 3.62.18 등에 언급되어 있다;[6] 원문 산스크리트어: प्रसूतो भक्षमकरं चरावपि स्तोमं चेमं प्रथमः सूरिरुन्मृजे । सुते सातेन यद्यागमं वां प्रति विश्वामित्रजमदग्नी दमे ॥४॥[7]
2. ↑  붓다는 다음을 베다 시구의 "초기 현자"로 명명한다: "아타카 (아슈타바크라 또는 아트리), 바마카, 바마데바, 벳사미타 (비슈바미트라), 야마타기, 앙기라사, 바라드바자, 바세타 (바시슈타), 캇사파 (카샤파) 그리고 바구 (브리구)".[26]

### 참조주
1. ↑  Motilal Bansaridas Publishers Bhagavat Purana Book 2, Skandha IV Page: 426
2. ↑  Pratap Chandra Roy's Mahabharata Adi Parva Page: 409
3. ↑  James G. Lochtefeld (2002). 《The Illustrated Encyclopedia of Hinduism: N-Z》. The Rosen Publishing Group. 742쪽. ISBN 978-0-8239-3180-4.
4. 1 2  Mariasusai Dhavamony (1999). 《Hindu Spirituality》. Gregorian. 50 with footnote 63쪽. ISBN 978-88-7652-818-7.
5. 1 2  Stephanie Jamison; Joel Brereton (2014). 《The Rigveda: 3-Volume Set》. Oxford University Press. 1681–1684쪽. ISBN 978-0-19-972078-1.
6. ↑  Gudrun Bühnemann (1988). 《Pūjā: A Study in Smārta Ritual》. Brill Academic. 220쪽. ISBN 978-3-900271-18-3.
7. ↑  Rigveda 10.167.4 보관됨 29 10월 2020 - 웨이백 머신, Wikisource
8. ↑  "according to Rig Veda 7.33:11 he is the son of Maitravarun and Urvashi" Prof. Shrikant Prasoon, Pustak Mahal, 2009, ISBN 8122310729, ISBN 9788122310726.
9. ↑  《Rigveda》, 번역 Ralph T.H. Griffith, 2013년 10월 13일에 원본 문서에서 보존된 문서, 2013년 6월 20일에 확인함, A form of lustre springing from the lightning wast thou, when Varuṇa and Mitra saw thee;
Tliy one and only birth was then, Vashiṣṭha, when from thy stock Agastya brought thee hither.
Born of their love for Urvasi, Vashiṣṭha thou, priest, art son of Varuṇa and Mitra;
 And as a fallen drop, in heavenly fervour, all the Gods laid thee on a lotus-blossom
10. ↑  Maurice Bloomfield (1899). 《Atharvaveda》. K.J. Trübner. 31, 111, 126쪽.
11. ↑  Chapple 1984, xi쪽.
12. 1 2  Horace Hayman Wilson (1840). 《The Vishńu Puráńa: A System of Hindu Mythology and Tradition》. Oriental Translation Fund of Great Britain and Ireland. xxxvi쪽.
13. ↑  Horace Hayman Wilson (1840). 《The Vishńu Puráńa: A System of Hindu Mythology and Tradition》. Oriental Translation Fund of Great Britain and Ireland. lxix쪽.
14. ↑  Adheesh A. Sathaye (2015). 《Crossing the Lines of Caste: Vishvamitra and the Construction of Brahmin Power in Hindu Mythology》. Oxford University Press. 254–255쪽. ISBN 978-0-19-934111-5.
15. ↑  “Rishi Vasistha - One of the Mind-born Sons of Lord Brahma”. 《vedicfeed.com》 (미국 영어). 2020년 6월 18일. 2021년 12월 3일에 원본 문서에서 보존된 문서. 2021년 12월 3일에 확인함.
16. ↑  틀:MWSD, Archive 2 보관됨 28 4월 2017 - 웨이백 머신
17. ↑  Michael Witzel (1997). 《Inside the Texts, Beyond the Texts: New Approaches to the Study of the Vedas: Proceedings of the International Vedic Workshop, Harvard University, June 1989》. Harvard University Press. 289 with footnote 145쪽. ISBN 978-1-888789-03-4.
18. ↑  Witzel, Michael (1995). 〈Ṛgvedic history: poets, chieftains and polities〉.   Erdosy, George. 《The Indo-Aryans of Ancient South Asia: Language, Material Culture and Ethnicity》. De Gruyter. 248–249, 251쪽.
19. ↑  Jamison & Brereton 2014, 1015-1016쪽.
20. 1 2  Witzel, Michael (1995). 〈4. Early Indian history: Linguistic and textual parametres〉.   Erdosy, George. 《The Indo-Aryans of Ancient South Asia: Language, Material Culture and Ethnicity》. Indian Philology and South Asian Studies (영어). De Gruyter. 85–125쪽. doi:10.1515/9783110816433-009. ISBN 978-3-11-081643-3. S2CID 238465491. 2021년 8월 12일에 원본 문서에서 보존된 문서. 2021년 8월 29일에 확인함.
21. ↑  Brereton, Joel P.; Jamison, Stephanie W., 편집. (2014). 《The Rigveda: The Earliest Religious Poetry of India》 I. Oxford University Press. 880, 902–905, 923–925, 1015–1016쪽. ISBN 9780199370184.
22. ↑  Gopal, Madan (1990).  K.S. Gautam, 편집. 《India through the ages》. Publication Division, Ministry of Information and Broadcasting, Government of India. 70쪽.
23. ↑  Strauss, Sarah (2002). 《The Master's Narrative: Swami Sivananda and the Transnational Production of Yoga》. 《Journal of Folklore Research》 23 (Indiana University Press). 221쪽. JSTOR 3814692.
24. 1 2 3 4  Edwin Bryant (2003). 《The Quest for the Origins of Vedic Culture: The Indo-Aryan Migration Debate》. Oxford University Press. 164쪽. ISBN 978-0-19-516947-8.
25. ↑  Steven Collins (2001). 《Aggañña Sutta》. Sahitya Akademi. 17쪽. ISBN 978-81-260-1298-5.
26. 1 2  Maurice Walshe (2005). 《The Long Discourses of the Buddha: A Translation of the Digha Nikaya》. Simon and Schuster. 188–189쪽. ISBN 978-0-86171-979-2.
27. 1 2  Michael Witzel (1997). 《Inside the Texts, Beyond the Texts: New Approaches to the Study of the Vedas: Proceedings of the International Vedic Workshop, Harvard University, June 1989》. Harvard University Press. 41–42쪽. ISBN 978-1-888789-03-4. OCLC 246746415.
28. ↑  J. C. Heesterman; Albert W. Van den Hoek; Dirk H. A. Kolff;  외. (1992). 《Ritual, State, and History in South Asia: Essays in Honour of J.C. Heesterman》. BRILL Academic. 68–73 with footnotes쪽. ISBN 90-04-09467-9.
29. ↑  J. C. Heesterman; Albert W. Van den Hoek; Dirk H. A. Kolff;  외. (1992). 《Ritual, State, and History in South Asia: Essays in Honour of J.C. Heesterman》. BRILL Academic. 136–137쪽. ISBN 90-04-09467-9.
30. ↑  람찬드라 나라얀 단데카르 (1981), "Vasistha as Religious Conciliator", in Exercises in Indology, Delhi: Ajanta, pages 122-132, OCLC 9098360
31. ↑  Findly, Ellison Banks (1984). 《Vasistha: Religious Personality and Vedic Culture》. 《Numen》 31 (BRILL Academic). 74–77, 98–105쪽. doi:10.2307/3269890. JSTOR 3269890.
32. ↑  Olivelle 1999, 325쪽.
33. ↑  Olivelle 1999, xxvi쪽.
34. ↑  《Vaśiṣṭha Saṃhitā: Yoga kāṇḍa》. Kaivalyadhama S.M.Y.M. samiti. 2005. ISBN 978-81-89485-37-5.
35. ↑  Lingat 1973, 18쪽.
36. ↑  Olivelle 2006, 185쪽.
37. ↑  Chapple 1984, xi–xii쪽.
38. ↑  Surendranath Dasgupta (1933년 1월 2일). 《A History of Indian Philosophy》 2. Cambridge University Press. 252–253쪽. ISBN 978-0521047791.
39. ↑  Venkatesananda 1984, 51, 77, 87, 121, 147, 180, 188, 306, 315, 354, 410쪽.
40. ↑  Chapple 1984, ix-x with footnote 3쪽.
41. ↑  K. N. Aiyer (1975). 《Laghu-Yoga-Vasishta》. Original Author: Abhinanda. Theosophical Publishing House. 5쪽. ISBN 978-0835674973.
42. ↑  Leslie 2003, 104쪽.
43. ↑  Cunningham, G. Watts (1948). 《How Far to the Land of Yoga? An Experiment in Understanding》. 《The Philosophical Review》 57. 573–589쪽. doi:10.2307/2181797. JSTOR 2181797.
44. ↑  F Chenet (1987), Bhāvanā et Créativité de la Conscience, Numen, Vol. 34, Fasc. 1, pages 45-96 (in French)
45. ↑  Chapple 1984, x-xi with footnote 4쪽.
46. ↑  Satyamayananda, Swami (2019). 《Ancient Sages》. Advaita Ashrama (A publication branch of Ramakrishna Math, Belur Math). ISBN 978-81-7505-923-8. 2021년 12월 7일에 원본 문서에서 보존된 문서. 2021년 12월 7일에 확인함.
47. ↑  “Story of Vasiṣṭha”. 《www.wisdomlib.org》. 2019년 1월 28일. 2021년 12월 7일에 원본 문서에서 보존된 문서. 2020년 10월 14일에 확인함.
48. ↑  Agarwal, D.P. (1990). 《Legends as models of Science》. 《Bulletin of the Deccan College Research Institute》 49. 41–42쪽. JSTOR 42930266.(구독 필요)
49. ↑  Kanuga, G. B. (1993). 《Immortal Love of Rama》. Lancer Publishers. ISBN 978-1-897829-50-9. 2022년 4월 22일에 원본 문서에서 보존된 문서. 2020년 10월 21일에 확인함.
50. ↑  “Rishi Vasishtha : Ishta Guru Of Lord Ram - Humans Of Uttarakhand” (미국 영어). 2021년 6월 3일. 2021년 12월 3일에 원본 문서에서 보존된 문서. 2021년 12월 3일에 확인함.
51. ↑  Harry Hicks and Robert Anderson (1990), Analysis of an Indo-European Vedic Aryan Head – 4500-2500 B.C. 보관됨 7 7월 2017 - 웨이백 머신, in Journal of Indo European studies, Vol. 18, pp 425–446. Fall 1990.

## 참고 문헌
- Chapple, Christopher. Introduction. In Venkatesananda (1984).
- Lingat, Robert (1973). 《The Classical Law of India》. University of California Press. ISBN 978-0-520-01898-3.
- Olivelle, Patrick (1999). 《Dharmasutras: The Law Codes of Ancient India》. Oxford University Press. ISBN 978-0-19-283882-7.
- Olivelle, Patrick (2006). 《Between the Empires: Society in India 300 BCE to 400 CE》. Oxford University Press. ISBN 978-0-19-977507-1.
- Atreya, B. L. (1981) [1935)]. 《The Philosophy of the Yoga Vashista. A Comparative Critical and Synthetic Survey of the Philosophical Ideas of Vashista as presented in the Yoga-Vashista Maha-Ramayan. Based on a thesis approved for the degree of Doctor of Letters in the Banaras Hindu University》. Moradabad: Darshana Printers. 467쪽.
- Leslie, Julia (2003). 《Authority and meaning in Indian religions: Hinduism and the case of Vālmīki》. Ashgate Publishing. ISBN 0-7546-3431-0.
- Atreya, B. L. (1993). 《The Vision and the Way of Vashista》. Madras: Indian Heritage Trust. 583쪽. OCLC 30508760. Selected verses, sorted by subject, in both Sanskrit and English text.
- Vālmīki (2002) [1982]. 《The Essence of Yogavaasishtha》. Compiled by Sri Jnanananda Bharati, translated by Samvid. Chennai: Samata Books. 344쪽. Sanskrit and English text.
- Vālmīki (1976). 《Yoga Vashista Sara: The Essence of Yoga Vashista》. trans. Swami Surēśānanda. Tiruvannamalai: Sri Ramanasramam. 29쪽. OCLC 10560384. Very short condensation.
- Venkatesananda, S., 편집. (1984). 《The Concise Yoga Vāsiṣṭha》. 번역 Swami Venkatesananda. Albany: State University of New York Press. ISBN 0-87395-955-8. OCLC 11044869.